# The Long and Winding Road
A The Long and Winding Road a The Beatles rockegyüttes dala, amely 1970-ben a zenekar Let It Be című albumán jelent meg. A dalt Paul McCartney írta, azonban főként Lennon–McCartney-szerzeményként emlegetik.
Kislemezként 1970 májusában adták ki, egy hónappal a The Beatles felbomlása után. A csoport 20. és egyben utolsó slágere lett a Billboard Hot 100 toplistáján.

## Keletkezése
Paul McCartney elmondása szerint a The Long and Winding Road címet az egyik első látogatása során találta ki a skót Campbeltown melletti High Park Farmon, amelyet 1966 júniusában vásárolt meg. A dalt egy földút látványa ihlette, amely „felnyúlik a hegyekbe”. A dalt ezen a farmon írta 1968-ban, a The Beatlesben egyre növekvő feszültség hatására.
„Egyszerűen leültem a zongorámhoz Skóciában, elkezdtem játszani, és kitaláltam ezt a dalt. Elképzeltem, hogy olyan valaki fogja megcsinálni, mint Ray Charles. Mindig is könnyebben tudtam írni Skócia nyugodt szépségében. […]” -  emlékezett Paul McCartney
Miután visszatért Londonba, McCartney felvette a The Long and Winding Road demóverzióját. Később felajánlotta a dalt Tom Jonesnak azzal a feltétellel, hogy az énekes kiadja következő kislemezeként. Jones visszaemlékezése szerint kénytelen volt visszautasítani az ajánlatot, mivel kiadója a Without Love című kislemezt készült megjelentetni.

## Felvételek

### 1969. január
McCartney a zenekarnak 1969. január 7-én játszotta el a dalt a Twickenham Filmstúdióban, ahol a The Beatles éppen az új egész estés filmjét forgatta. Ezután a banda több ízben is megkísérelte a dal felvételét. A londoni Apple stúdióban kétszer – január 26-án és január 31-én – rögzítették. A felvételeken McCartney énekel és zongorázik; John Lennon hathúros basszusgitáron, George Harrison elektromos gitáron (Leslie hangszóróeffektus használatával), Ringo Starr dobon és Billy Preston vendégbillentyűsként elektromos zongorán játszott. Lennon, aki ritkán játszott basszusgitáron, több hibát is elkövetett a felvételek során.
Amint az a The Beatles: Get Back című dokumentumfilm-sorozatban is látható, a január 26-i felvételt követően a zenekar megvitatta annak lehetőségét, hogy zenekari kísérettel egészítsék ki a dalt.
„Az egyetlen mód, ahogyan a fejemben hallottam – mondta McCartney –, az olyan, mint Ray Charles bandája... Mindenesetre azt terveztük, hogy megcsináljuk néhány szám erejéig […]” – mondta Paul McCartney.
George Harrison támogatta a rézfúvós kíséret ötletét: „Jó lenne, ha néhány rézfúvós csak a fenntartó akkordot csinálná, mozogna és csak hangokat tartana.”

### 1970. április
1970 elején Lennon és Harrison megkérte a The Beatles menedzserét, Allen Kleint, hogy adja át az 1969. januári felvételeket Phil Spector amerikai producernek, annak reményében, hogy sikerül az albumot megmenteni. McCartney ekkoriban elhidegült zenésztársaitól, mivel ellenezte Klein menedzseri kinevezését. Jó néhány hétbe telt, mire válaszolt azokra az üzenetekre, amelyekben a tagok Spector felkérésének jóváhagyását kérték tőle, hogy elkezdhessen dolgozni a felvételeken. Spector úgy döntött, hogy visszatér a „The Long and Winding Road” január 26-i felvételéhez.
A producer különféle változtatásokat hajtott végre a dalokon. A zenekar utolsó felvétele 1970. április 1-jén történt, amikor zenekari felülszinkronnal látták el a The Long and Winding Road, az Across the Universe és az I Me Mine című dalokat az EMI Stúdióban. Peter Bown egyensúlymérnök szerint a stúdióban való különc viselkedéséről ismert Spector különös hangulatban volt aznap: „Mindenre szalagvisszhangot akart, félóránként más tablettát kellett bevennie, és a testőre is ott volt. Folyamatosan ilyeneket beszélt: »Ezt akarom hallani, azt akarom hallani. Ez kell, nekem kell.«” A zenekart annyira bosszantotta Spector viselkedése, hogy a zenészek nem volt hajlandó tovább játszani; egy ponton Bown hazament, és arra kényszerítette Spectort, hogy telefonáljon neki, és rávegye, hogy térjen vissza, miután Starr azt mondta Spectornak, hogy nyugodjon meg.
Ennek ellenére Spectornak sikerült átszinkronizálnia a dalt nyolc hegedűvel, négy brácsával, négy csellóval, három trombitával, három harsonával, két gitárral és egy tizennégy tagú női karral.
Április 2-án Spector mindegyik Beatle-nek elküldött egy acetátot az elkészült albumról. Mind a négy Beatle – köztük McCartney is – táviratot küldött Spectornak, amelyben jóváhagyták a megjelenést.

## Fogadtatás

### Kritikai visszhang
A Let It Be túlnyomóan kedvezőtlen kritikákat kapott a zenekritikusoktól, akik közül sokan nevetségesnek találták Spector hangszerelését, különösen a The Long and Winding Road című dalban.
Richard Williams a Melody Maker albumkritikájában azt írta, hogy „Paul dalai egyre lazábbak, kevésbé tömörek; Spector hangszerelése pedig tovább fokozza a Bacharach-hangulatot. A vonósok helyenként kellemes teltséget adnak, de a dalok végére rendre kipukkadnak; […] a hárfa túl sok.”
A Rolling Stone kritikusa, John Mendelsohn különösen szkeptikusan nyilatkozott Spector munkásságáról, mondván: „A The Long and Winding Road... gyakorlatilag hallgathatatlanná tette iszonyatosan döcögős vonósokkal és egy nevetséges kórus, amely csak arra szolgál, hogy kihangsúlyozza Paul énekének kedvetlenségét…” Mendelsohn szerint bár a dal „valamivel kisebb fejezet McCartney egyszerű, romantikus történetében, végül talán elkezdett volna egy igénytelenül elbűvölővé válni” Spector „nyomasztó kásája” nélkül.
2011-ben a Rolling Stone a "The Long and Winding Road"ot a 90. helyre helyezte a „100 legnagyobb Beatles-dal” listáján. A Mojo által 2006-ban összeállított hasonló listán a dal a 27. helyen szerepelt. A magazinhoz írt kommentárjában Brian Wilson „minden idők kedvenc Beatles-számának² nevezte, és kiemelte: „Amikor szakítottak, megtört a szívem. Azt hiszem, folytatniuk kellett volna.”

## Közreműködők
Walter Everett könyve nyomán.
The Beatles
- Paul McCartney - ének, zongora
- John Lennon - basszusgitár
- George Harrison - elektromos gitár
- Ringo Starr - dobok

Egyéb közreműködők
- Billy Preston - elektromos zongora
- John Barham - kórusvezető
- Richard Hewson - karmester
- Kórus, nagyzenekar – 18 hegedű, 4 brácsa, 4 cselló, hárfa, 3 trombita, 3 harsona, 2 gitár, 14 női hang

## Fordítás
Ez a szócikk részben vagy egészben  a   The Long and Winding Road című angol Wikipédia-szócikk fordításán alapul.  Az eredeti cikk szerkesztőit annak laptörténete sorolja fel. Ez a jelzés csupán a megfogalmazás eredetét és a szerzői jogokat jelzi, nem szolgál a cikkben szereplő információk forrásmegjelöléseként.